# Bergtjärnen (Norrbo socken, Hälsingland)
Bergtjärnen är en sjö i Hudiksvalls kommun i Hälsingland och ingår i Delångersåns huvudavrinningsområde. Sjön har en area på 0,0431 kvadratkilometer och ligger 182,4 meter över havet. Sjön avvattnas av vattendraget Begstjärnsbäcken.

## Delavrinningsområde
Bergtjärnen ingår i det delavrinningsområde (686905-154765) som SMHI kallar för Mynnar i Norra Dellen. Medelhöjden är 181 meter över havet och ytan är 1,31 kvadratkilometer. Det finns inga avrinningsområden uppströms utan avrinningsområdet är högsta punkten. Begstjärnsbäcken som avvattnar avrinningsområdet har biflödesordning 2, vilket innebär att vattnet flödar genom totalt 2 vattendrag innan det når havet efter 61 kilometer. Avrinningsområdet består mestadels av skog (94 procent). Avrinningsområdet har 0,08 kvadratkilometer vattenytor vilket ger det en sjöprocent på 6,2 procent.